# Басра (эялет)
Эялет Басра (осман. ایالت بصره; Eyālet-i Baṣrâ‎) — эялет в Оттоманской империи. Площадь эялета в XIX веке — 25 570 км2. Столицей эялета был город Басра.

## История
Эялет Басра был образован в 1534 году. В 1534 году, когда турки захватили Багдад, бедуинский эмир Рашид аль-Мугамис, который контролировал Басру, добровольно сдал город османам. Басра стала османской провинцией в 1538 году, губернатор был назначен в 1546. Эялет позже был присоединён к Багдаду, отделившись от города снова в 1850 году.